# Portalen (byggnad)
Uppslagsordet Portalen leder hit. Det kan även betyda Portalens gymnasium.
Portalen är ett forsknings- och innovationscenter som ligger i Skövde. I Portalen samverkar Science Park Skövde och Högskolan i Skövde med syfte att skapa ett ömsesidigt utbyte mellan högskolan och näringslivet. Forskningen bidrar till utveckling av företag, och företagen bidrar till att förbättra högskolans forskning. 
"Det är en historisk och offensiv satsning som visar att vi på högskolan vill satsa på en stark utveckling av vår forskning. Det ger oss också ännu bättre förutsättningar att samarbeta med det omgivande samhället", sade rektor Leif Larsson, efter styrelsebeslutet att låta bygga Portalen.